# كفر شوش
كفرشوش قرية سوريّة تتبع إداريّاً لمحافظة حلب منطقة أعزاز ناحية صوران، بلغ تعداد سكانها 95 نسمة حسب التعداد السكاني لعام 2004.